# A Cinderella Story: Christmas Wish
A Cinderella Story: Christmas Wish (Una Cenicienta moderna: Un deseo de Navidad en España y La nueva Cenicienta: Un deseo de Navidad en Hispanoamérica) es una película musical de comedia adolescente de 2019 escrita y dirigida por Michelle Johnston y protagonizada por Laura Marano y Gregg Sulkin. Es la quinta película de la serie Una Cenicienta moderna. La película se estrenó en plataformas digitales el 15 de octubre de 2019, y en DVD el 29 de octubre de 2019.

## Sinopsis
¡Kat Emerson realmente podría usar un milagro navideño! La aspirante a cantante y compositora puede tener grandes sueños, pero tiene problemas aún mayores. Tratada como una sirvienta por su vanidosa madrastra y hermanastras egoístas, Kat se ve obligada a realizar un trabajo desmoralizador como elfo.

## Reparto
| Actor                | Personaje             |
| -------------------- | --------------------- |
| Laura Marano         | Kat Decker            |
| Gregg Sulkin         | Dominic Wintergarden  |
| Isabella Gómez       | Isla                  |
| Barclay Hope         | Terrence Wintergarden |
| Maddie Phillips      | Skyler                |
| Johannah Newmarch    | Deirdra Decker        |
| Lillian Doucet-Roche | Joy Decker            |
| Chanelle Peloso      | Grace Decker          |
| Garfield Wilson      | Sr. Mujiza            |

## Producción
Las grabaciones comenzaron en marzo de 2019 en Vancouver.